# August Krüger (Philologe)
Georg Theodor August Krüger (* 11. Februar 1793 in Braunschweig; † 4. Oktober 1873 ebenda) war ein deutscher Altphilologe, Lehrer, Schulleiter und Autor.

## Leben
Krüger war der Sohn des Postsekretärs Gerhard Heinrich Julius Krüger und dessen Ehefrau Katharina Wilhelmine, geb. Boden. Er besuchte das Martino-Katharineum in seiner Heimatstadt. Im April 1810 ging Krüger nach Göttingen und studierte dort Theologie und Philologie. Nach Studienende trat er am 14. November 1813 seine erste Stelle in Clausthal als zweiter Pastor und als sogenannter „Kollaborator“ am dortigen Gymnasium an. Bereits 1815 wurde er zum Konrektor des Gymnasiums in Wolfenbüttel, der heutigen Großen Schule, ernannt. Im Jahr 1828 wurde Krüger zum Direktor seiner alten Schule, dem Braunschweiger Martino-Katharineum berufen, das gerade erst in ein Ober- und Gesamtgymnasium umgewandelt worden war. Er trat dort die Nachfolge Friedrich Traugott Friedemanns an. Diese Position behielt er fast 40 Jahre von 1828 bis zu seiner Pensionierung 1866 inne.
Kurz nach seinem Umzug nach Braunschweig wurde ihm der Titel „Professor“ verliehen. 1837 folgte die Ernennung zum Ehrendoktor der philosophischen Fakultät der Universität Göttingen. In seiner Funktion als Gründungsmitglied der am 20. Dezember 1837 per Gesetz eingerichteten „Kommission zur Prüfung der Kandidaten des höheren Schulamts“ hatte Krüger wesentlichen Einfluss auf die Entwicklung der Schulpolitik im Herzogtum Braunschweig. Am 14. November 1863 wurde Krüger anlässlich der Feier seines 50-jährigen Amtsjubiläums zum Oberschulrat ernannt und die Universität Göttingen verlieh ihm den Ehrendoktor der Theologie. Ostern 1866 wurde er in den Ruhestand verabschiedet.
Krüger war Autor zahlreicher Werke, so lateinischer Grammatiken, aber auch Bücher über Dichter wie Horaz, theologischer und philosophischer Werke und solchen zur Schulpolitik seiner Zeit.

## Familie
Krüger war drei Mal verheiratet. Die Hochzeit mit seiner ersten Frau, der aus Wolfenbüttel stammenden Dorette Schütze († 9. Juli 1828), fand am 8. Januar 1822 statt. In zweiter Ehe heiratete er am 8. März 1831 Elisabeth „Betti“ Witting (1803–1840), eine Tochter des Braunschweiger Kaufmanns Ernst Franz Witting, des Gründers des Modehauses E. F. Witting. Nach ihrem Tod am 30. Mai 1840, heiratete Krüger am 6. Juni 1843 ein letztes Mal: Diesmal die Braunschweigische Kaufmannstochter Luise Krägelius, die ihn überlebte († 22. Juli 1884).

## Schriften
- Untersuchungen aus dem Gebiete der lateinischen Sprachlehre. 3 Bände. Lucius, Braunschweig 1820–1827, OCLC 731877765.
- Die Primaner-Arbeiten gegen Ende des siebenzehnten und im Anfange des achtzehnten Jahrhunderts: ein Beitrag zur Geschichte des Martineums zu Braunschweig und des Gymnasialwesens überhaupt. (der neunzehnten Versammlung der Philologen, Schulmänner und Orientalisten im Namen des Gesammtgymnasiums zu Braunschweig gewidmet). Meyer, Braunschweig 1860, OCLC 81193081.
- Die Dramatischen Aufführungen auf dem ehemaligen Martineum zu Braunschweig gegen Ende des siebenzehnten und im Anfange des achtzehnten Jahrhunderts. In: History of education. fiche 28,396. H. Neuhoff, Braunschweig 1862, OCLC 31557198.
- Rückblick auf die Geschichte des Gymnasiums: insonderheit des Ober- und Progymnasiums von seiner ersten Einrichtung im Jahre 1828 bis auf die Gegenwart. In: History of education. fiche 29,344. Julius Krampe, Braunschweig 1866, OCLC 758313067.